# Stef Meeder
Stef Meeder, född 12 april 1935 i Schiedam, död 23 oktober 2024, var en nederländsk hammondorganist.